# Calle de Eduardo Dato (Vitoria)
La calle de Eduardo Dato es una vía pública de la ciudad española de Vitoria, situada en el Ensanche.

## Historia
La calle, en un principio llamada de la Estación, nació al calor de la llegada del ferrocarril y la construcción de la correspondiente estación, que le sirve de límite exterior. Es paralela a las calles de San Antonio y de los Fueros y la atraviesan de forma perpendicular las de Postas, General Álava, San Prudencio, la Florida y Manuel Iradier. Aparece descrita en la Guía de Vitoria (1901) de José Colá y Goiti con las siguientes palabras:

Calle de la Estación.—Nombre primitivo. Se le dió este título en 1862, y antes era parte de la calle y callejuela del Arca. Principia en la calle de Postas y termina en el patio de la estación del ferrocarril del Norte. En el número 59 está el Gobierno civil.
(Colá y Goiti, 1901, p. 34)

Abierta el 15 de octubre de 1864, mantuvo su nombre original hasta agosto de 1916, cuando pasó a honrar a Eduardo Dato e Iradier. Este abogado y político, aunque coruñés de nacimiento, era hijo de vitoriana y acabaría casando con una mujer oriunda de la capital alavesa. Sería, asimismo, nombrado hijo adoptivo de la ciudad. Obtuvo en 1914 un escaño por la circunscripción de Vitoria que renovaría en 1916, 1918, 1919 y 1920. Figura destacada del Partido Conservador, llegó a ocupar las carteras de Gobernación, Gracia y Justicia, Estado y Marina, así como la presidencia del Consejo de Ministros en tres ocasiones. Fue asesinado el 8 de marzo de 1921 en un atentado en la matritense plaza de la Independencia.
La Libertad recogió el cambio de nombre de la calle con las siguientes palabras en su número del 4 de agosto de 1916:

Vitorianos:

A sí mismos se honran los pueblos que saben honrar á sus hijos y la gratitud es la cualidad más simpática en el hombre, la que en mayor grado le enaltece.

Hoy nuestra noble ciudad da una prueba indeleble de magnanimidad, de elevación de sentimientos y de miras, al congregarse formando un todo unido y compacto para tributar, en homenaje de afecto y agradecimiento, á un conciudadano ilustre el honor de inscribir el nombre que lleva en lápida que lo perpetúe, colocada á la cabeza de la primera de nuestras vías públicas.

Un año ha que se hombre, grande por su talla política y más grande aún por su corazón, atravesaba, rodeado del pueblo vitoriano que le aclamaba y llorando emocionado, esta calle en él evocadora de tiernos recuerdos juveniles, de remembranzas, de seres queridos desaparecidos para siempre...

De hoy más en adelante llevará el nombre de Dato la hermosa calle á la que prestaba su título ese barracón indigno de una capital, que constituye la pesadilla de todo buen vitoriano, al recordar que Vitoria debió ser el punto de enlace con la línea de Bilbao y no lo es.

En cambio, si hoy Vitoria adquiere importancia bajo el punto de vista ferroviario deberálo á la nueva línea Estella-Vitoria-Los Mártires, cuya realización es obra de nuestro actual Diputado y ex Presidente del Consejo de Ministros don Eduardo Dato.

Bien merece, pues, su nombre sustituir al de nuestra deplorable estación del Norte.

## Recorrido
La calle nace en la concurrencia con la calle de Postas, desde una de las fachadas que encierran la plaza de España. En el número 1, ahora una sucursal del Banco Santander, estuvo primero el café Universal ―según Del Val, «el café más antiguo de Vitoria»—, que llegó a albergar también la sede del Club Taurino. Más tarde, en 1927, ese número pasaría a ser una entrada al Banco de Vitoria. A lo largo de los años, han tenido sede en esta céntrica calle otros bancos, incluidos la Caja Provincial de Ahorros de Álava, el Banco de Bilbao, el Banco Central, el Banco Ibérico y el Banco Hispano Americano.

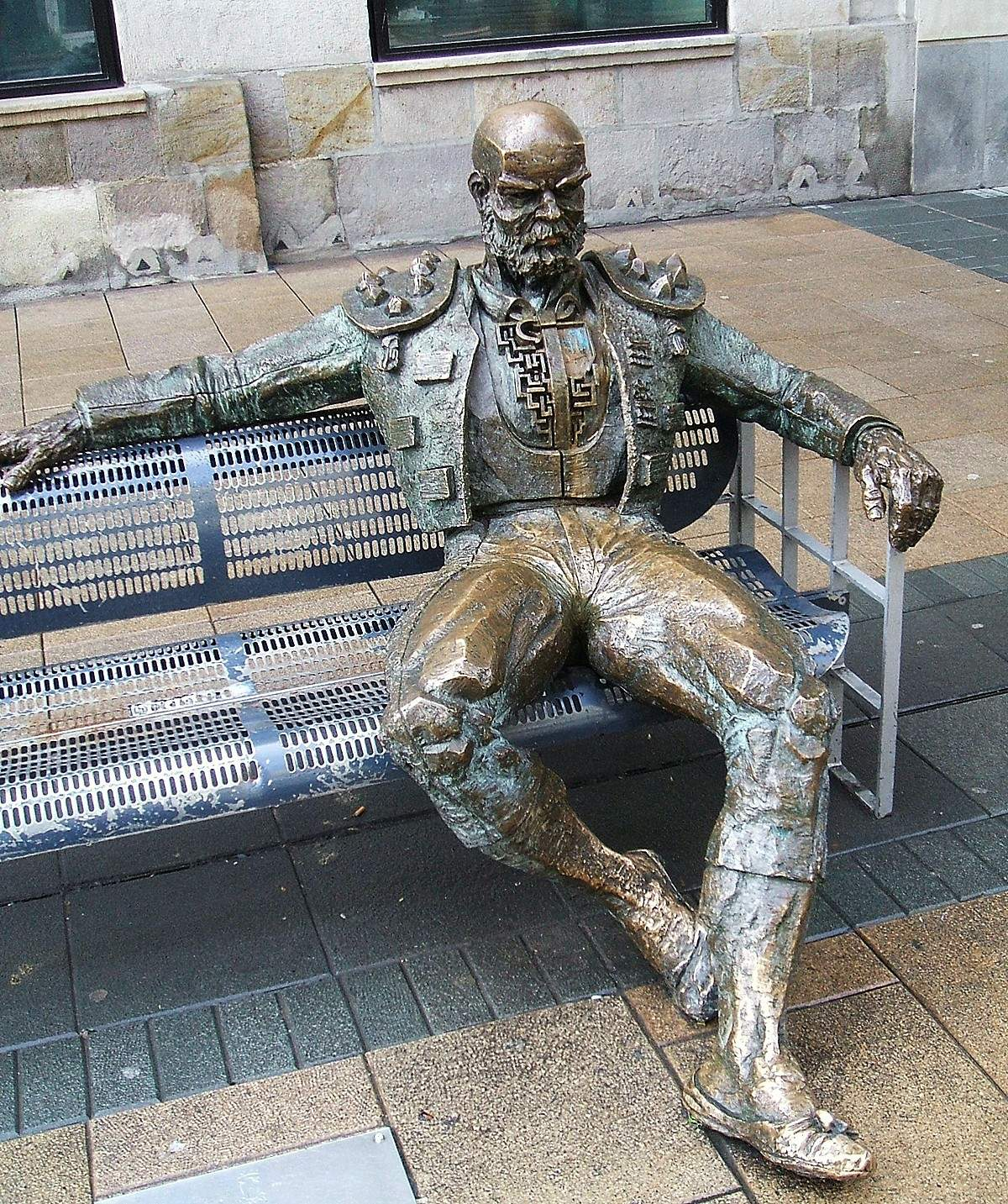
La escultura del Minotauro, obra de Casto Solano

Un poco más adelante, a la altura del número 6, y donde hubo un bazar y unos comedores sociales, se instaló en 1939 el Círculo Vitoriano, institución cultural y recreativa puntera de la ciudad. Siguiendo por el lado de los portales pares, tras dejar atrás varias tiendas, sucursales bancarias y el cruce con General Álava, se llega a Confituras Goya, casi en la esquina con la calle de San Prudencio. La margen derecha de la calle alberga, además de bares y tiendas, uno de los centros de atención que el Instituto Nacional de la Seguridad Social tiene en la ciudad, en el número 36. Justo frente a la entrada, sentado en un banco, se encuentra la escultura del Minotauro, obra de Casto Solano, instalada allí en 1994.
En la calle se han alojado comercios históricos, como la relojería de Bajo, fundada en 1880, y la paragüería regentada por Fidel Murgoitio. El propio Deportivo Alavés tuvo sede social en ella. Por su condición de arteria de la ciudad y su céntrica localización, han tenido sede en sus edificios a lo largo de los años instituciones como el Colegio Oficial de Médicos de Álava, la Unión Comercial, Fabril e Industrial, el Gobierno Civil, la Delegación de Hacienda, la Delegación Provincial del Ministerio de Turismo y el Servicio Nacional del Trigo, así como el partido político Falange Española, que desembarcó en la calle en 1933, año de su fundación. En ese mismo sentido, también ocuparían la calle unos años más tarde el Frente de Juventudes y la Sección Femenina. Varios de los periódicos que han llenados hojas con historias de la ciudad han tenido su sede en la calle o se han imprimido en alguna de sus imprentas, como las regentadas por Mateo Sanz Gómez, la de Jáuregui o la de Domingo Sar. Así, a lo largo de los años, han tenido sede allí El Diario de Vitoria, el Heraldo Alavés y La Libertad.